# Мюнтер, Фридрих
Фридрих Христиан Карл Генрих Мюнтер (дат. Friedrich Christian Carl Heinrich Münter; 14 октября 1761[…], Гота — 9 апреля 1830[…], Копенгаген) — датский богослов, археолог и ориенталист.

## Биография
Профессор богословия Копенгагенского университета, потом епископ Зеландский.
Главный труд его — «Religion der Karthager» (Копенгаген, 1816), во втором изд. (1821) дополненный новыми исследованиями.
Другие его сочинения: «Sendschreiben an Creuzer über Sardische Idole» (ibid., 1822), «Der Tempel der himmlichen Göttin zu Paphos» (ibid, 1824) и «Religion der Babylonier» (ibid., 1827). Мелкие археологические труды Мюнтера соединены в его «Antiquarische Abhandlungen» (Копенгаген, 1816).
По нумизматике Мюнтер написал «De Numo plumbео Zenobia reginae Orientis» (СПб., 1823) и «Ueber die Münzen der Vandalischen Könige von Karthago» («Antiquarische Abhandlungen», стр. 301).